# Садиба Барбана

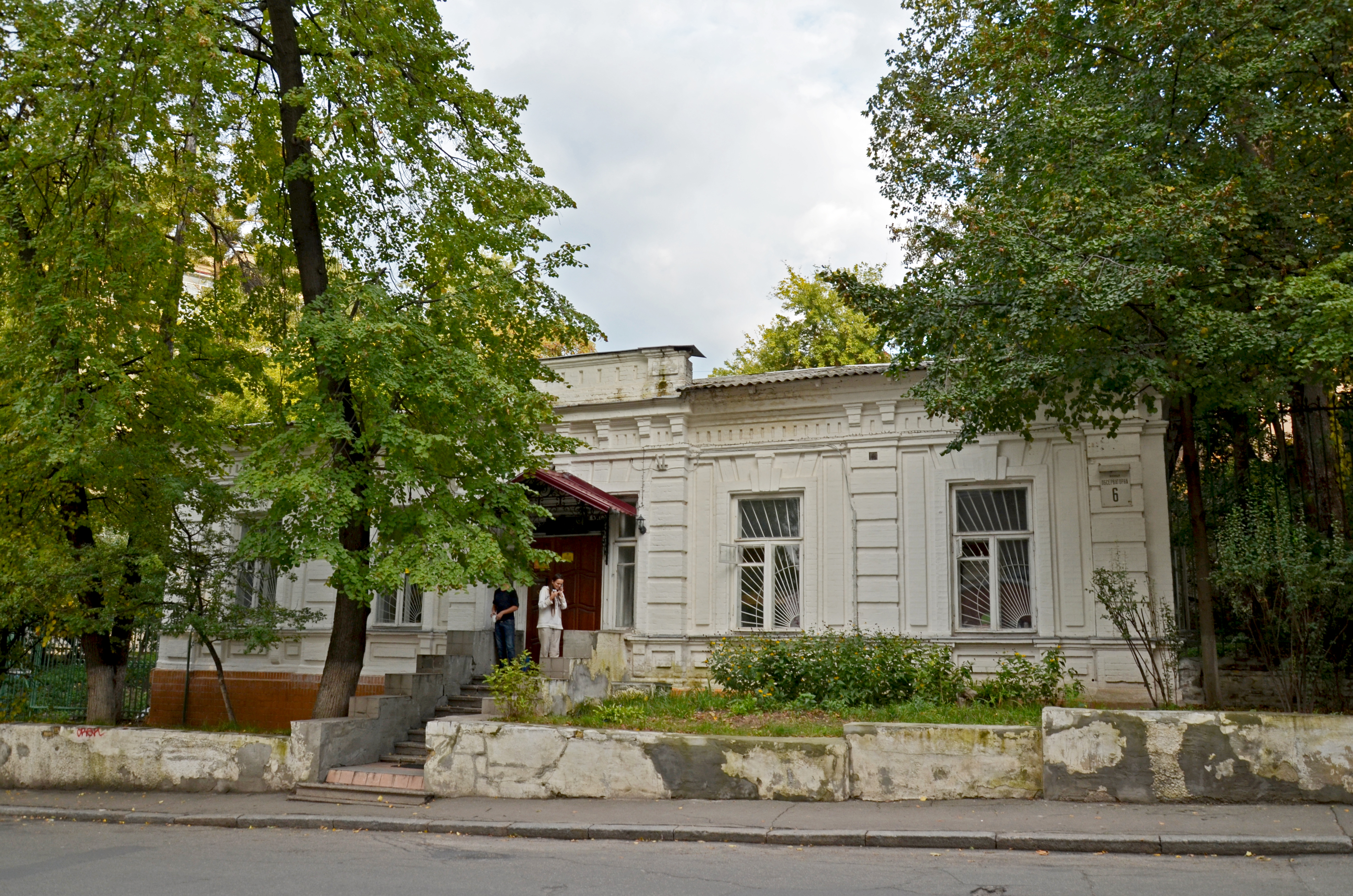
Особняк Барбана (вересень 2013 року)

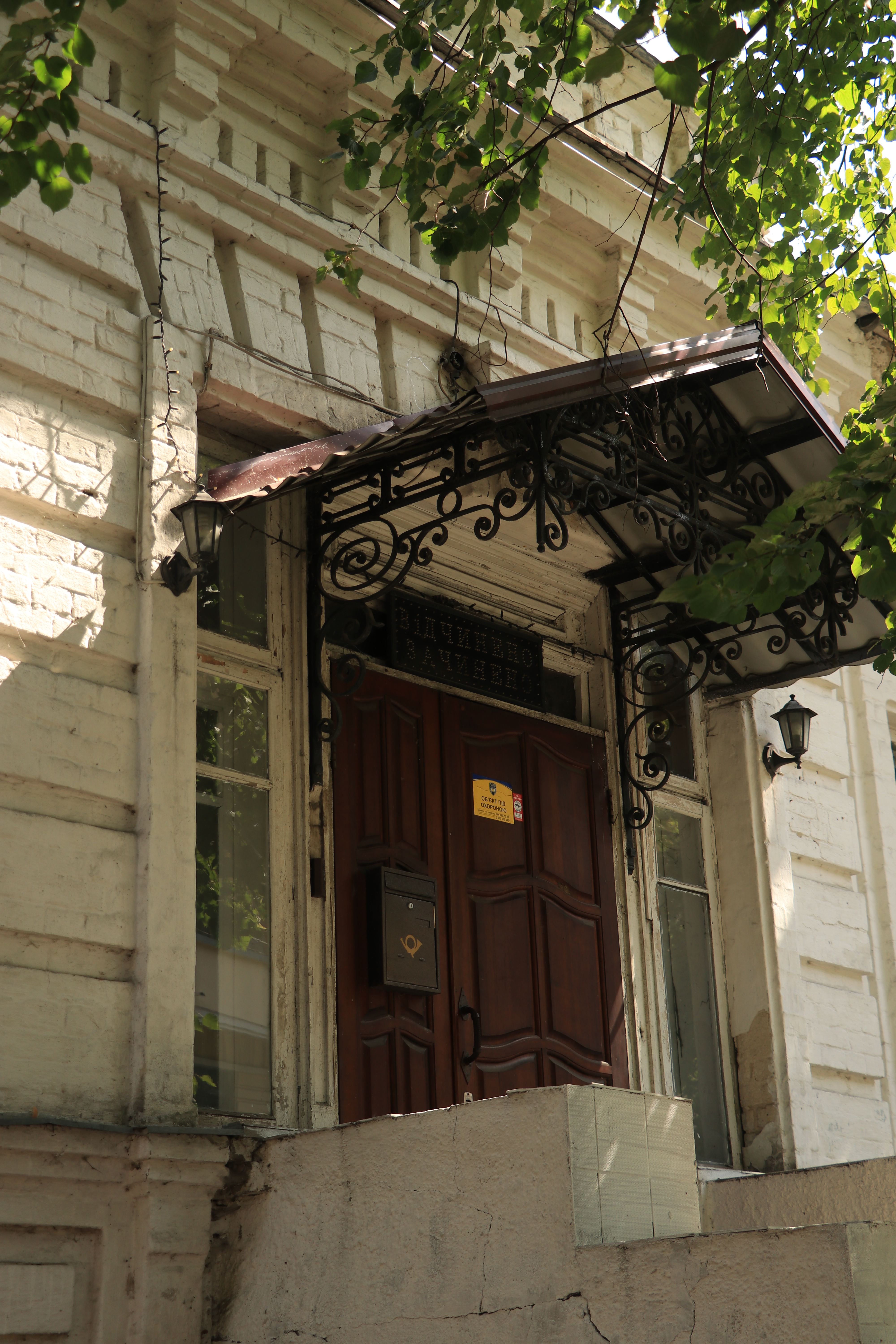
Вхід до садиби (серпень 2021 року)

Садиба Барбана (також Особняк Барбана) — історичний одноповерховий будинок, розташований у Києві за адресою Обсерваторна, 6. Садибу було зведено наприкінці XIX століття для Олександра Барбана та неправомірно частково знесено 2021 року.

## Історія
Рік побудови садиби — 1891-й. Спочатку будівлю споруджували для титулярного радника Олександра Андрійовича Барбана. Потім вона належала дворянину Івану Гореславському. 1910 року садибу придбав відомий провізор В'ячеслав Миколайович Геращеневський. У його власності також перебувала аптека на Хрещатику, а також він обіймав посаду казначея Київського аптечного товариства, яке знаходилось під керівництвом Адама Марцинчика. Після революції будинок був переданий радянській владі. 1944—1945 року в садибі мешкала сім'я голови Комітету у справах мистецтв при Раднаркомі УРСР, академіка-драматурга Олександра Корнійчука. Згодом[коли?] будинок віддали дитячій соматичній лікарні. Починаючи з 70-х років XX століття, в садибі містилися різні установи, зокрема редакція газети «Культура і життя». З 2020 року власник садиби — ТОВ «Інформаційна група „Агентство столичних повідомлень“». Охоронного статусу садиба Барбана не має. Міністерство культури та інформаційної політики України так і не включило садибу Барбана до Державного реєстру нерухомих пам'яток України. Забудовник має проєкт нової споруди до 26,5 м заввишки. Уранці 20 серпня 2021 року забудовник, попри заклики Міністерства культури України та протести громадських активістів, зніс дворову частину садиби.

## Опис
Садиба Барбана є зразком одноповерхового житла середнього класу із цегляним декором. 2015 року Науково-дослідний інститут пам'яткоохоронних досліджень пропонував внести будівлю до переліку щойно виявлених об'єктів культурної спадщини. В обґрунтуванні було зазначено, що це «рідкісний взірець одноповерхового садибного будинку. Прикрашений вишуканим неокласичним декором — русти, лиштви, складний карниз. Цінна пам'ятка культурного надбання міста Києва». Міністерство культури та інформаційної політики України не включило садибу до реєстру нерухомих пам'яток України.

## Знесення
Спершу співробітники поліції Шевченківського відділку НПУ заявили про зупинки будівельних робіт, проте вночі проти 20 серпня 2021 року о 5:00 забудовник під прикриттям 30 тітушок пригнав будівельну техніку та зніс дворову частину. Це викликало чималий резонанс у суспільстві. Мер Києва Віталій Кличко пояснив, що Міністерство культури не внесло пам'ятку до відповідного державного реєстру, тому юридично не було закріплено її історичної цінності. При цьому міністр культури Олександр Ткаченко заявив, що йому соромно за владу Києва.
21 серпня РНБО доручила відновити садибу та дати оцінки її знесенню.